# Джерусалем (Огайо)
Джерусалем (англ. Jerusalem) — селище (англ. village) в США, в окрузі Монро штату Огайо. Населення — 121 особа (2020).

## Географія
Джерусалем розташований за координатами 39°51′7″ пн. ш. 81°5′45″ зх. д. / 39.85194° пн. ш. 81.09583° зх. д. (39.851885, -81.095923).  За даними Бюро перепису населення США в 2010 році селище мало площу 0,63 км², уся площа — суходіл.

## Демографія
Згідно з переписом 2010 року, у селищі мешкала 161 особа в 70 домогосподарствах у складі 46 родин. Густота населення становила 257 осіб/км².  Було 76 помешкань (121/км²).
Расовий склад населення:
| - 100,0 % — білих |

До двох чи більше рас належало 0,0 %. Частка іспаномовних становила 1,2 % від усіх жителів.
За віковим діапазоном населення розподілялося таким чином: 21,7 % — особи молодші 18 років, 55,3 % — особи у віці 18—64 років, 23,0 % — особи у віці 65 років та старші. Медіана віку мешканця становила 43,8 року. На 100 осіб жіночої статі у селищі припадало 106,4 чоловіків;  на 100 жінок у віці від 18 років та старших — 90,9 чоловіків також старших 18 років.
Середній дохід на одне домашнє господарство  становив 55 592 долари США (медіана — 47 857), а середній дохід на одну сім'ю — 60 464 долари (медіана — 48 750). За межею бідності перебувало 7,8 % осіб, у тому числі 15,6 % дітей у віці до 18 років та 13,2 % осіб у віці 65 років та старших.
Цивільне працевлаштоване населення становило 61 осіб. Основні галузі зайнятості: сільське господарство, лісництво, риболовля — 21,3 %, освіта, охорона здоров'я та соціальна допомога — 16,4 %, роздрібна торгівля — 14,8 %.